# Труновское (Новосибирская область)
Труновское — станция в Барабинском районе Новосибирской области. Входит в состав Щербаковского сельсовета.

## География
Площадь станции — 5 гектар

## Население
| 2002 | 2007 | 2010 |
| ---- | ---- | ---- |
| 195  | ↘177 | ↘141 |

## Инфраструктура
На станции по данным на 2007 год функционируют 1 учреждение здравоохранения.